# Wabaunsee megye
Wabaunsee megye az Amerikai Egyesült Államokban, azon belül Kansas államban található. Megyeszékhelye és legnagyobb városa Alma. Lakosainak száma 6877 fő (2020. április 1.). Wabaunsee megye Pottawatomie, Lyon, Shawnee, Osage, Riley, Morris és Geary megyékkel határos.

## Népesség
A megye népességének változása:
| Lakosok száma | 7045 | 7047 | 7048 | 7051 | 6951 | 6877 |
|               | 2010 | 2011 | 2012 | 2013 | 2015 | 2020 |